# Shepherd's Bush

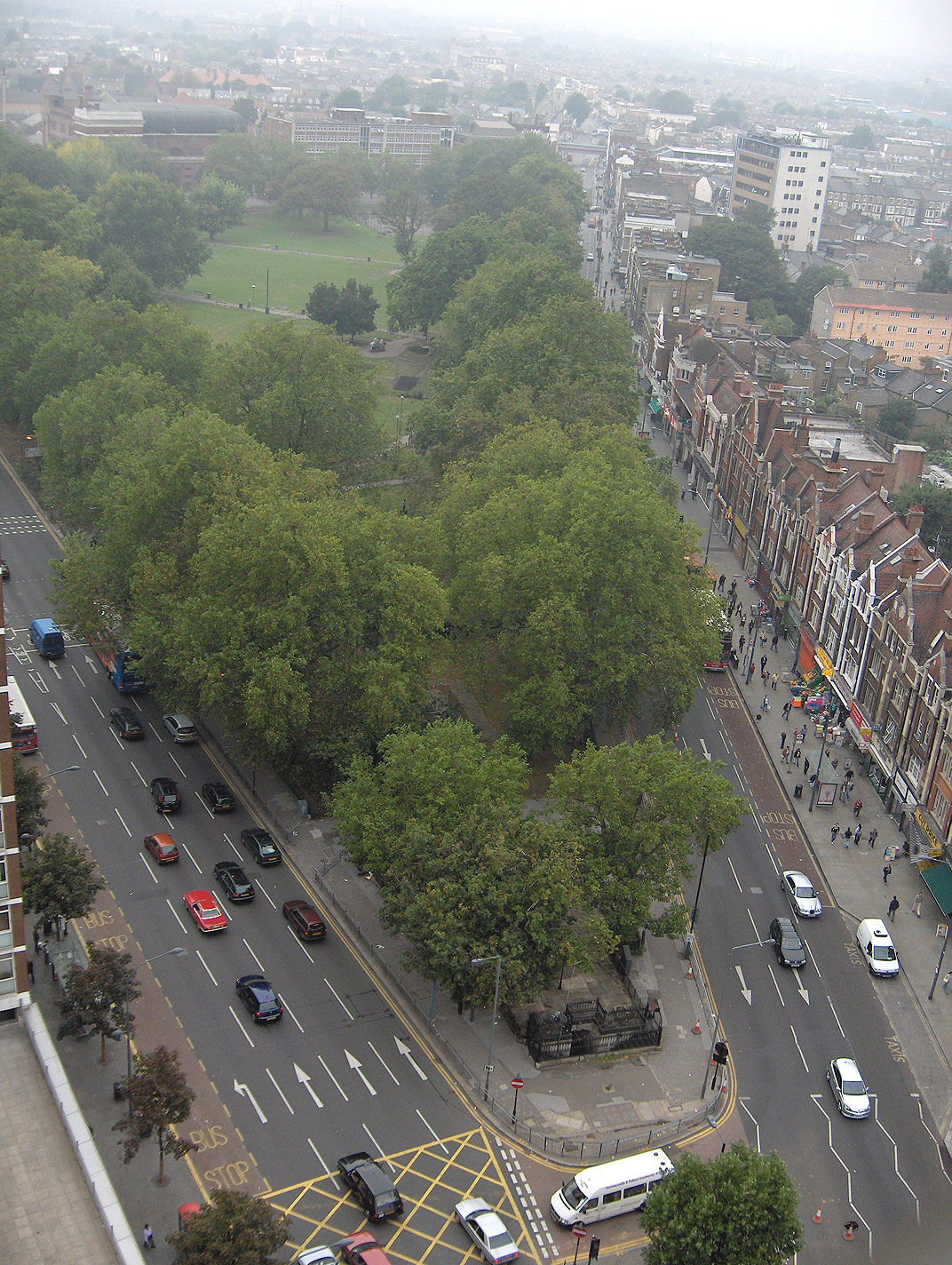
Lo Shepherd's Bush Green

Shepherd's Bush (AFI: /ʃɛpədz bʊʃ/) è un quartiere di Londra che si trova nel borgo londinese di Hammersmith e Fulham, a 7,9 km a ovest di Charing Cross.
È identificato, nel Piano di Londra, come uno dei quattordici centri metropolitani della Grande Londra.
Si tratta di una zona residenziale, il cui punto centrale è Shepherd's Bush Green, uno spazio verde triangolare di circa tre ettari circondato da negozi. Shepherd's Bush è servita da cinque stazioni della metropolitana e una stazione ferroviaria. In questo quartiere vi è un gigantesco centro commerciale con 270 negozi, Westfield London, aperto nel 2008, che risulta il terzo centro commerciale più grande del Regno Unito.